# Hostická kotlina
Hostická kotlina je geomorfologickou částí Petrovské vrchoviny, podcelku Cerové vrchoviny. Leží ve střední části podcelku, na jihozápadě okresu Rimavská Sobota.

## Polohopis
Kotlina se nachází ve východní polovině Cerové vrchoviny a zabírá střední část podcelku Petrovská vrchovina. Ze severu, západu i jihu kotlinu obklopuje Petrovská vrchovina, východním směrem navazují Gemerské terasy, patřící do podcelku Rimavská kotlina.
Celá kotlina patří do povodí Mačacieho potoka, přítoku řeky Rimava. Přibírá zde několik menších přítoků, z nich nejvýznamnější je Dechtársky potok. V kotlině leží obce Hostice, Gemerské Dechtáre a Jestice. Přístup do těchto sídel zajišťují silnice III. třídy, směřující z východu přes Šimonovce a ze západu přes Petrovce.

## Chráněná území
Tato část Cerové vrchoviny je součástí Chráněné krajinné oblasti, která pokrývá i část Hostické kotliny. Centrální oblast je však z chráněného území vyňata. Zvláště chráněné oblasti se zde nevyskytují, ale západně leží národní přírodní rezervace Ragáč, přírodní rezervace Steblová skala, přírodní památka Zaboda a východně i Jalovské vrstvy.

## Turismus
Cerová vrchovina nepatří mezi velmi navštěvované oblasti a ani Hostická kotlina není výjimkou. Atraktivní jsou spíše výše zmíněné blízké chráněné lokality, ke kterým vede z Jesenského přes Fušom (369 m n. m.) a Gemerské Dechtáre na vrch Ragáč (537 m n. m.)  modře značená turistická trasa. V rozcestí Pod děravým cerom odbočuje  zeleně značená trasa na Steblovú skalu (486 m n. m.).